# Línia evolutiva de Cosmog
Aquesta línia evolutiva de Pokémon inclou Cosmog, Cosmoem, Solgaleo i Lunala. És la línia evolutiva de Pokémon llegendaris que més Pokémon inclou.

## Cosmog
Cosmog és un personatge fictici de la franquícia de videojocs de Pokémon, així com d'altres jocs i productes derivats. Cosmog és un Pokémon llegendari de tipus Psíquic.

### En els videojocs
Obté un paper principal en els jocs de Pokémon Sol i Lluna, on des del principi de la història el podem vore en cinemàtiques, dins de la bossa de Lylia.
Per a obtindre a Cosmog en els jocs deus de tindre a Lunala o Solgaleo atrapats, depenent de la versió del joc que tingues. A més deus d'haver-te passat el joc amb les missions principals completades. Després hauràs de anar al temple del joc, depenent l'hora podràs capturar-lo o no. És a dir, és un dels pocs Pokémon que depenen d'una hora per a poder atrapar-se.
Per a poder evolucionar el teu Cosmog aquest deu d'arribar al nivell 43, i passarà a ser Cosmoem.

### A l'anime
El primer episodi en el qual apareix es a la temporada 21, en el primer episodi, on se li anomena com Nebulilla.

## Cosmoem
Cosmoem és un personatge fictici de la franquícia de videojocs de Pokémon, així com d'altres jocs i productes derivats. Cosmoem és un Pokémon llegendari de tipus Psíquic. És el Pokémon que més pes té de tot l'univers Pokémon, amb 999,9 quilograms, no aplega a la tona per 0,1 quilograms.

### En els videojocs
Per a poder obtindre a Cosmoem en els jocs Pokémon Sol i Luna, deuràs d'evolucionar un Cosmog al nivell 43. En aquest joc és en el qual debuta. També es pot obtindre en el Pokemon UltraSol i UltraLuna.

### A l'anime
La primera aparició d'aquest Pokémon en l'anime es a l'episodi 993 (episodi 50 de la temporada 21), en aquest capítol evoluciona de Cosmog.

## Solgaleo
Solgaleo és un personatge fictici de la franquícia de videojocs de Pokémon, així com d'altres jocs i productes derivats. Solgaleo és un Pokémon llegendari de tipus Psíquic i Acer. A més és el Pokémon mascota dels jocs Pokémon Sol i Pokémon UltraSol.

### En els videojocs
En el primer videojoc que aparèix és al Pokémon Sol, el qual va sortir al 2016. Es troba al Altar del Sol en el joc Pokémon Sol i en el Pokémon UltraSol. Per altra banda per a poder aconseguir-lo en el Pokémon Lluna i Pokémon UltraLluna deuràs passar-lo del Sol. També es podrà aconseguir evolucionant-lo de Cosmoem al nivell 53, exclusivament en el Pokémon Sol i UltraSol.

## Lunala
Lunala és un personatge fictici de la franquícia de videojocs de Pokémon, així com d'altres jocs i productes derivats. Lunala és un Pokémon llegendari de tipus Psíquic i Fantasma. A més és el Pokémon mascota dels jocs Pokémon Lluna i Pokémon UltraLluna.

### En els videojocs
En el primer videojoc que aparèix és al Pokémon Lluna, el qual va sortir al 2016. Es troba al Altar de la Lluna en el joc Pokémon Lluna i en el Pokémon UltraLluna. Per altra banda per a poder aconseguir-lo en el Pokémon Sol i Pokémon UltraSol deuràs passar-lo del Lluna. També es podrà aconseguir evolucionant-lo de Cosmoem al nivell 53, exclusivament en el Pokémon Lluna i UltraLluna.